# Великая война (документална поредица)
„Голямата война“  е игрално-документален сериал, документална драма, посветен на 65-ата годишнина от победата над нацистка Германия във Великата отечествена война. Първият епизод от сериала е излъчен по Канал 1 на 29 март 2010 г.
На 7 май 2012 г. (точно 2 години след пускането на последния епизод от сериала) излиза продължение на сериала, включващо 10 допълнителни епизода.
Документалната поредица е излъчена в Русия от Първи канал, в Украйна от телевизионния канал Inter и в Китай от телевизионния канал CCTV-9. Сериалът е закупен от международния телевизионен канал The History Channel и е изцяло дублиран на английски. Проектът е наречен на английски „Съветска буря“: Втората световна война – на изток.

## Описание
Всеки епизод от поредицата разказва за един от най-значимите етапи от Великата отечествена война, започвайки с нахлуването на германските войски на територията на СССР и завършвайки с Деня на победата на 9 май 1945 г. и войната с Япония. Сериалът използва 3D компютърна графика, инсценирани сцени и документални кадри. Снимките се провеждат главно в Крим, Киев и Волгоград.

## Епизоди
| №  | Название на сериите   | Дата на излизане | Сюжет |
| -- | --------------------- | ---------------- | --- |
| 1  | „Барбароса“           | 29 март 2010     | Операция „Барбароса“ |
| 2  | Киев 1941             |                  | Киевска операция |
| 3  | Отбрана на Севастопол |                  | Отбрана на Севастопол |
| 4  | Битка за Москва       | 5 април 2010     | Битка за Москва |
| 5  | Блокада на Ленинград  | 12 април 2010    | Блокадата на Ленинград |
| 6  | Ржев                  |                  | Ржевска битка |
| 7  | Сталинград            | 19 април 2010    | Сталинградска битка |
| 8  | Битка за Кавказ       |                  | Битка за Кавказ |
| 9  | Курска дъга           | 26 април 2010    | Битка при Курск |
| 10 | От Днепър до Одер     | 5 май 2010       | Днепърска битка, Днепърско-Карпатска операция, Лвовско-Сандомежка операция, Първа Яшко-Кишиневска операция, Битка за Будапеща, Виенска операция, Пражка операция |
| 11 | Операция „Багратион“  | 4 май 2010       | Белоруска операция, Прибалтийска операция (1944) |
| 12 | Битка за въздуха      | 9 май 2012       | |
| 13 | Война на морето       | 8 май 2012       | |
| 14 | Партизани             |                  | Съветски партизани във Великата Отечественна война |
| 15 | Агентурна разведка    | 7 май 2012       | |
| 16 | Битка за Германия     | 10 май 2012      | Висло-Одерска операция, Источно-Пруска операция (1945), Источно-Померанска операция                                                                              |
| 17 | Битка за Берлин       | 7 май 2010       | Битка за Берлин |
| 18 | Война с Япония        | 11 май 2012      | Съветско-японска война |

|  | Тази страница частично или изцяло представлява превод на страницата „Великая война (документальный цикл)“ в Уикипедия на руски. Оригиналният текст, както и този превод, са защитени от Лиценза „Криейтив Комънс – Признание – Споделяне на споделеното“, а за съдържание, създадено преди юни 2009 година – от Лиценза за свободна документация на ГНУ. Прегледайте историята на редакциите на оригиналната страница, както и на преводната страница, за да видите списъка на съавторите. ВАЖНО: Този шаблон се отнася единствено до авторските права върху съдържанието на статията. Добавянето му не отменя изискването да се посочват конкретни източници на твърденията, които да бъдат благонадеждни. |